# Wesly Rasu
Wesly Langi Rasu, né le 7 septembre 1966, est un homme politique vanuatais.

## Biographie
Titulaire d'un diplôme de maîtrise en administration des entreprises de l'université Victoria de Wellington, il devient directeur général du service postal public Vanuatu Post, ainsi que directeur financier de l'entreprise Pacific International Trust Co (PITCO), groupe financier privé proposant des services financiers pour les sociétés extraterritoriales, le Vanuatu étant un paradis fiscal. En septembre 2015, il est suspendu par le comité de direction de sa fonction de directeur général de la Poste, ayant tenté d'empêcher ses collègues du comité de direction d'avoir accès aux documents relatifs à l'achat par la Poste d'appartements privés. Il lui est également reproché d'avoir signé plusieurs contrats entre la Poste et une entreprise privée dont son fils est le propriétaire ; et d'avoir versé un prêt de la Poste à une entreprise non enregistrée au registre des entreprises. Sa suspension est toutefois levée deux jours plus tard sur ordre du ministre des Services publics, Tony Nari.
Aux élections législatives de 2020, auxquelles il se présente comme candidat du Vanua'aku Pati, il ravit la circonscription de Malo-et-Aore au député sortant et entre au Parlement de Vanuatu,. Simple député de la majorité parlementaire du gouvernement Loughman, il est réélu aux élections législatives anticipées de 2022.